# 小黄紫堇
小黄紫堇（学名：Corydalis raddeana）为罂粟科紫堇属下的一个种，又名黄花地丁（黑龙江）。常生长于海拔850－1400米地区的杂木林下或水沟边，分布于日本、朝鲜、俄罗斯远东地区、台湾以及中国大陆的黑龙江、吉林、辽宁、河北、内蒙古、山西、山东、河南、陕西、浙江等地。

## 扩展阅读
- 維基物種上的相關：小黄紫堇